# Bucknowle Farm
Koordinaten: 50° 37′ 54″ N, 2° 4′ 35″ W
Bucknowle Farm ist ein römisch-britischer archäologischer Fundort. Bucknowle Farm liegt innerhalb des Civil parishs von Corfe Castle, in der Grafschaft Dorset im Süden von England.

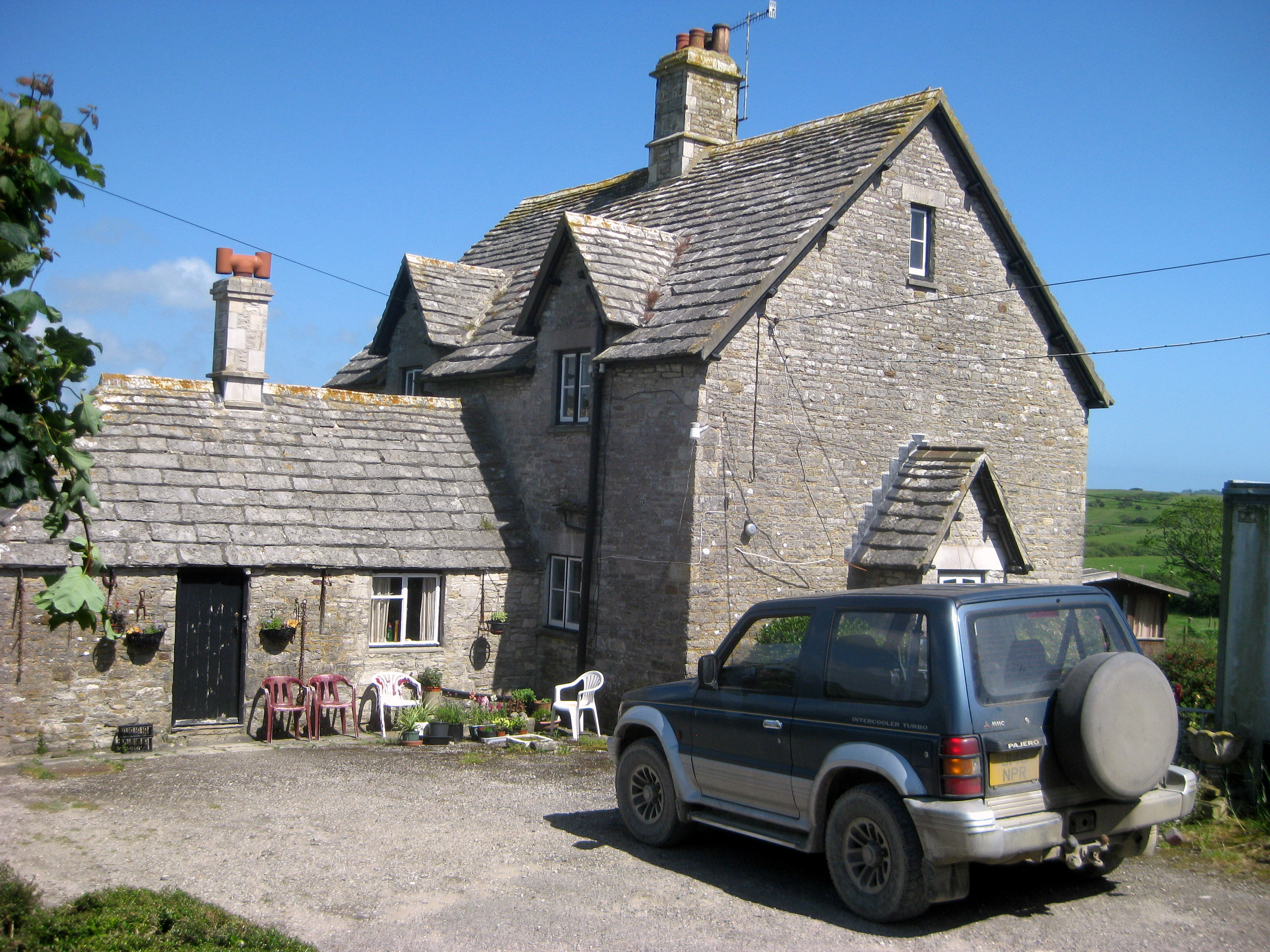
Bucknowle Bauernhaus, Juni 2014

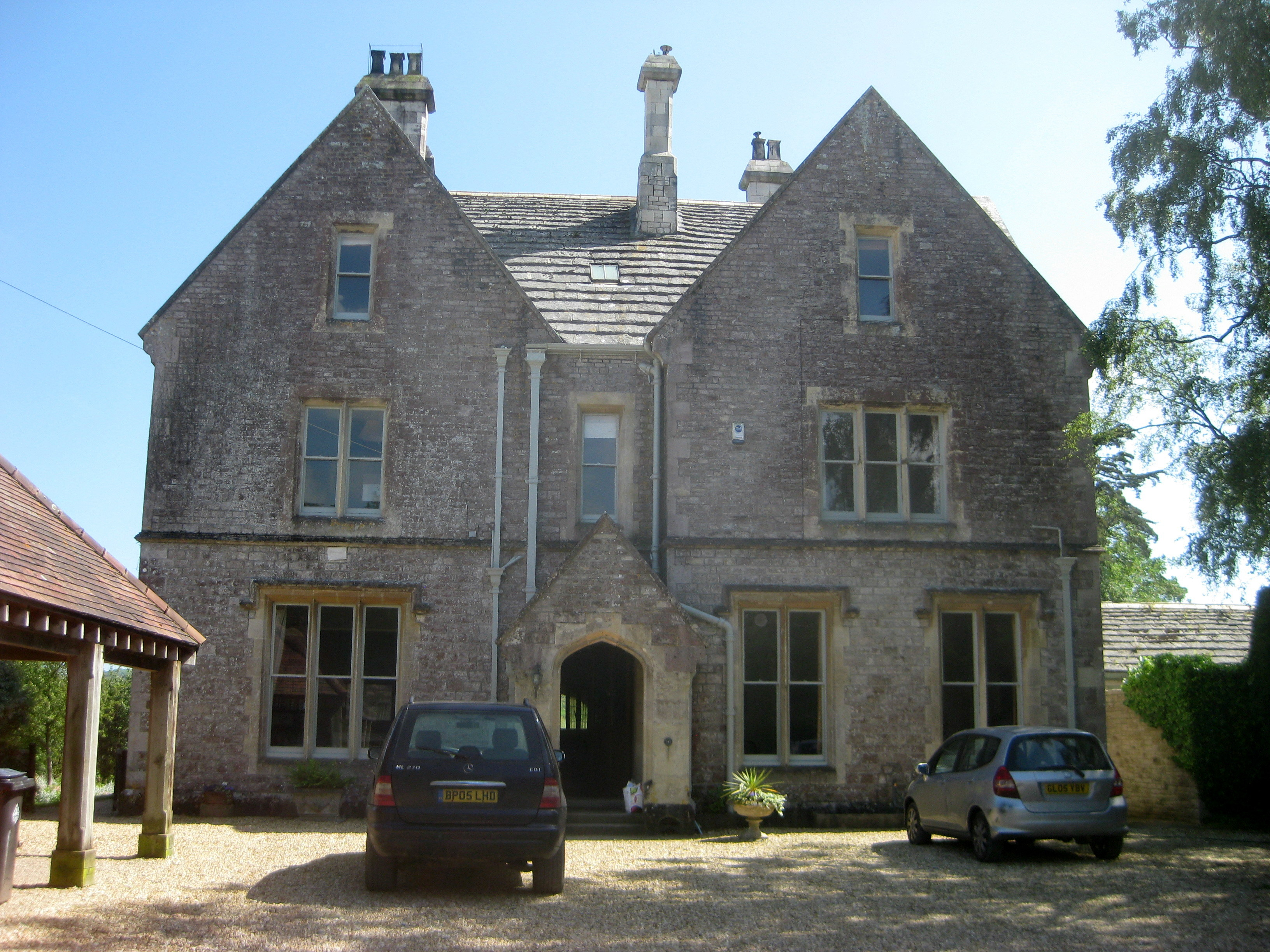
Bucknowle House, Juni 2014

Bucknowle Farm liegt in der Mitte on Isle of Purbeck, circa einen Kilometer südwestlich vom Dorf Corfe Castle, sowie einen Kilometer südöstlich von Church Knowle. Etwa neun Kilometer westlich von Swanage und sieben Kilometer südöstlich von Wareham.

## Lage
Eine Reihe römisch-britischer Fundorte sind auf der Isle of Purbeck entdeckt und erforscht worden. Mit dem Villenkomplex bei Bucknowle Farm wurde die erste bedeutsame Villenanlage südlich der Purbeck Hills entdeckt.
Die Villa wurde anhand von keramischen Scherbenfunden auf einem Feld im Jahre 1975 entdeckt. Die Ausgrabungen, die von 1976 bis zum Sommer 1991 andauerten, legten einen Gebäudekomplex für Dienstpersonal und Bauerngehöfte frei. Unter dem Ausgrabungsfeld befand sich weiteres komplizierteres Wohnsystem aus der früheren Eisen- und Römerzeit.

## Ergebnisse der Ausgrabungen

### Mesolithikum bis Eisenzeit
Aus dem Mesolithikum stammen einige Pfostenlöcher und zahlreiche Feuersteinwerkzeuge. Die Löcher fanden sich in Gruppen, ergeben aber keine sinnvolle Muster (etwa zur Rekonstruktion von Zelten). Aus der Jungsteinzeit stammen Gräben, die wahrscheinlich Reste einer Umzäunung einer Siedlung sind. Es fand sich neolithische Keramik (Fengate Formen, der Peterborough Ware).In der Bronzezeit wurde hier ein kleiner Friedhof angelegt. Es fanden sich sechs Urnen und menschliche Knochenreste innerhalb einer Umzäumung.
Zahlreiche Siedlungsreste stammen aus der Eisenzeit. Es handelt sich um Gräben, die zu Einzäunungen gehören und Hütten. Das Areal des bronzezeitlichen Friedhofs blieb unbebaut und die Ausgräber fragen sich, ob der Ort ein Heiligtum war. Vom Ende der Eisenzeit stammen auch keltische Münzen.

### Römerzeit
Der Übergang in die Römerzeit (Eroberung Britanniens: 43 n. Chr.) scheint bruchlos erfolgt zu sein. Erste Steinbauten stammen von Ende des ersten Jahrhunderts. Das Haupthaus in dieser Periode war ein Bau in Form einer Basilika (Bau 4). Solche Bauten sind an anderen Orten gut als Wohnhäuser bezeugt. Etwas entfernt davon wurde ein zweiter Steinbau (Bau 2) errichtet, dessen Funktion jedoch unsicher ist. Am Ende des zweiten oder zu Beginn des dritten Jahrhunderts wurden im Süden diverse kleinere Steinbauten, die sich um einen Hof gruppierten, errichtet. Sie scheinen Wohnbauten, aber auch Handwerkstätten gewesen zu sein.
Die Villa wurde im Laufe der Zeit ausgebaut. An der Stelle von Bau 2 entstand ein Bad. Westlich davon wurde am Ende des dritten Jahrhunderts ein neues Wohnhaus errichtet (Bau 1), das im 4. Jahrhundert ausgebaut wurde. Es hatte einen Raum mit Hypokausten und einen Raum mit einem Mosaik. Diverse Räume waren mit Wandmalereien dekoriert.  Ein Korridor verband dieses Herrenhaus mit dem alten Wohnhaus (Bau 4). Ein weiterer Korridor führte zum Bad. Ein herausragender Fund ist ein gut erhaltene Glasflasche. Fensterglas ist vergleichsweise rar und es wurde vermutet, dass die verglasten Fenster beim Verlassen der Villa mitgenommen wurden. Vielleicht sind die Ruinen auch explizit nach Glas durchsucht worden. Es wurden zahlreiche Bestattungen von Kleinkindern gefunden. Bestattungen von Kleinkindern innerhalb von Villenanlagen sind auch sonst gut bezeugt. Die hohe Anzahl hier ist aber auffällig und die Bearbeiter der Funde fragen sich, ob dies auf Kindstötung hinweist.  Die Villa wurde wohl am Ende des 4. Jahrhunderts verlassen. Es gibt bescheidene Zeugnisse für mittelalterliche Aktivitäten vor Ort.